# Chris Fehn
Christopher Michael "Chris" Fehn (Des Moines, Iowa, 24 de fevereiro de 1973) é um músico estadunidense, conhecido por ter sido percussionista e vocalista da banda de Nu Metal Slipknot. No Slipknot, Chris era o número #3.

## Vida pessoal e carreira
Fehn nasceu em Des Moines, Iowa. Antes de entrar para o Slipknot, era jogador de futebol no time Wayne State University. Ele juntou-se à banda por volta de agosto de 1998, ficando no lugar do percussionista Greg Welts. 
Bem como emprestar seu talento a percussão na banda, Fehn foi vocal de apoio no Slipknot e também foi fundamental no apoio executado ao vivo nos palcos. Fora da banda, Fehn é um jogador muito forte, como demonstrado no DVD da banda de 2006, Voliminal: Inside the Nine, onde foi entrevistado enquanto jogava golfe. Fehn descreve-se como um "grande fã da banda", e diz do Slipknot, "o mundo precisava de algo assim." 
Antes de entrar para o Slipknot, em 1998, Fehn foi amigo íntimo dos membros, principalmente do percussionista Shawn Crahan. Segundo Fehn, Crahan perguntou se ele poderia ser baterista de tambor, o que ajudou Shawn a tocar na percussão também. Pouco tempo depois, o seu pedido foi realizado, Fehn deu uma oferta personalizada para tocar percussão na banda. Fehn, em seguida, foi dado um rough demo que continha todas as músicas do Slipknot. Fehn disse que "Spit It Out" foi a canção que se destacou e, para ele, a mais importante. Fehn então experimentada a percussão posteriormente se torna membro do Slipknot.
Nos primeiros anos do Slipknot antes da sua assinatura com a Roadrunner Records, além disso, ele tem um dom que sua voz dá um destaque na hora do back-vocal, muitos não percebem, mas se já ouviram Vermilion [Pt.2], Snuff, tem uma voz de fundo junto a Corey, sim, essa voz é a de Chris Fehn. Fehn foi um eletricista. Em uma recente entrevista com o Rosto Cultura, Fehn disse que os membros da banda deram-lhe um duro tempo em seus primeiros anos com a banda. Ele descreveu que o seu tempo durante o auto-intitulado álbum época era o seu "período hazing" com a banda.

## Máscara
Fehn usa um estilo de máscara, que tem sido visto em várias cores e estilos sempre com o nariz lembrante do Pinóquio, o nariz tem cerca de 19 cm de comprimento. Ele usa seis variações de máscara, a sua mais conhecida é uma de couro utilizada durante a época Iowa. Outra bem conhecida  de Fehn é a vermelha, que foi utilizada principalmente durante o Vol. 3: (The Subliminal Verses) World Tour. Fehn atualmente usa duas variações para o All Hope Is Gone. A primeira é, como as outras máscaras, uma máscara com uma cabeça cheia e rosto vermelho. O segundo é uma, tal como os outros, mas ele só cobre o rosto, mostrando o seu longo cabelo loiro.
A máscara do Fehn tem um design muito provável com a base usado pelos médicos durante a Peste Negra no tempo medieval, onde o nariz estava cheio de ervas para proteger os médicos que a usavam contra a inalação da fumaça da morte. Outra influência é amplamente discutida a possibilidade da máscara a ser baseada no que foi adornada por Alex e seu "droogs" durante a cena do estupro em 1971 do filme A Clockwork Orange. 
Uma terceira ideia da origem da máscara também vem da Commedia dell'Arte, uma comédia italiana, que realizou a sua popularidade através dos séculos XV a XVIII. Chris diz que a máscara lembra uma versão do Pantaleão da fálicos de bico de máscara. 
A quarta ideia da origem da máscara é o personagem Pinóquio. 
Bastidores do segundo show do Slipknot no Ozzfest, Fehn falou características sobre a máscara para um local onde foi entrevistado, dizendo: "Esta máscara reflete a minha personalidade cômica. Eu a Escolhi para o fator do cativeiro. Quando você coloca, leva-o para um outro local. Muito quente, é muito apertado, e que até a dor vai junto com a agressão que criamos." Em mais uma recente entrevista em Londres, Fehn alegou que, "O cheiro fica pior, cheira a vômito, suor e mijo!" 
Em entrevista ao programa de TV britânico "Never Mind Os Buzzcocks", Fehn também se tornou conhecido como Cockface McGinty após os comentários de Mark Lamarr. 

## Discografia
- 1999: Slipknot
- 2001: Iowa
- 2004: Vol. 3: (The Subliminal Verses)
- 2008: All Hope Is Gone
- 2014: Vol. 5: The Gray Chapter

## Filmografia
- 1999: Welcome to Our Neighborhood
- 2002: Disasterpieces
- 2002: Rollerball
- 2006: Voliminal: Inside the Nine
- 2008: Nine: The Making of "All Hope Is Gone"
- 2010: (sic)nesses